# Norwed
Norwed of Norved is een historisch motorfietsmerk.
De bedrijfsnaam was Norddeutsche Fahrzeugwerk GmbH, Hannover.
Duits bedrijf dat van 1924 tot 1931 op kleine schaal motorfietsen produceerde met kopklepmotoren van 348 en 498 cc en zijkleppers van 498 cc, in beide gevallen van Kühne. Op bestelling kon ook een Blackburne-zijklepmotor van 347 of 548 cc ingebouwd worden.